# Michel Desmurget
Michel Desmurget 1965, é um pesquisador e escritor francês especializado em neurociência cognitiva.

## Biografia
Filho de pai francês e mãe alemã, Michel Desmurget é doutor em neurociências. Ele trabalha no CNRS e na Universidade de Lyon no Instituto de Ciências Cognitivas Marc Jeannerod.
Ele morou quase oito anos nos Estados Unidos, trabalhando em diversas universidades americanas, incluindo MIT, Universidade Emory, e a Universidade da Califórnia, San Francisco . Em 2011, foi nomeado diretor de pesquisa do INSERM.
A atividade científica que desenvolve é focada sobretudo nos efeitos que a televisão e a exposição às telas de todo o tipo produzem na nossa saúde e no nosso desenvolvimento cognitivo, em especial na infância e adolescência.
Escreveu o TV lobotomie: La vérité scientifique sur les effets de la télévision (2011), que denuncia os efeitos nocivos da televisão sobre a saúde e o desenvolvimento cognitivo, especialmente em crianças. Ele também estudou os efeitos de várias dietas de emagrecimento no corpo e conta sua experiência em L’Anti-régime, maigrir pour de bom (2018).
O livro La Fabrique du crétin digital: Les dangers des écrans pour nos enfants (2019) (A Fábrica de Cretinos Digitais) foi descrito pela rádio France Inter como um "livro de saúde pública", e recebeu Prêmio Femina de Ensaio em 2019.

## Obras
- Imitation et apprentissages moteurs : des neurones miroirs à la pédagogie du geste sportif (2006)
- Mad in U.S.A.: Les Ravages du modèle américain (2008)
- TV Lobotomie: La Vérité scientifique sur les effets de la télévision (2012)
- L'Anti-régime: Maigrir pour de bon (2015)
- La Fabrique du crétin digital: Les dangers des écrans pour nos enfants (2019) A Fábrica de Cretinos Digitais no Brasil: (Vestígio, 2021) em Portugal: (Contraponto, 2021)